# Selenkiella paradoxa
Selenkiella paradoxa is een zeekomkommer uit de familie Phyllophoridae.
De wetenschappelijke naam van de soort werd in 1970 gepubliceerd door Gustave Cherbonnier.